# Награди „Оскар“ (30-а церемония)
Тридесетата церемония по връчване на филмовите награди „Оскар“ се провежда на 26 март 1958 година. На нея се връчват призове за най-добри постижения във филмовото изкуство за предходната 1957 година. Представлението е проведено в театъра на импресариото Александър Пантаджес - „РКО Пантаджес“ в Лос Анджелис. Водещ на събитието е шоуменът Боб Хоуп.
Големият победител на вечерта е епосът „Мостът на река Куай“ на британеца Дейвид Лийн с 8 номинации в различните категории, печелейки 7 от тях. Сред останалите основни заглавия са „Сайонара“ на Джошуа Логан, „Свидетел на обвинението“ на Били Уайлдър, „Пейтън плейс“ на Марк Робсън и класиката „Дванадесет разгневени мъже“ на Сидни Лъмет.
Филмът „Пейтън плейс“ изравнява рекорда на „Малките лисици“ (1941) от 14-ата церемония с най-много номинации, девет на брой, без спечелена нито една статуетка.
След учредяването на категорията за чуждоезичен филм през предходната година, за втори пореден път отличието е присъдено на филм на Федерико Фелини - „Нощите на Кабирия“.

## Номинации и награди
Долната таблица показва номинациите за наградите в основните категории. Победителите са изписани на първо място с удебелен шрифт.
| Най-добър филм | Най-добър режисьор |
| --- | --- |
| - Мостът на река Куай - Сайонара - Пейтън плейс - Свидетел на обвинението - Дванадесет разгневени мъже | - Дейвид Лийн – Мостът на река Куай - Сидни Лумет – Дванадесет разгневени мъже - Били Уайлдър – Свидетел на обвинението - Джошуа Логън – Сайонара - Марк Робсън – Пейтън плейс                                                         |
| Най-добра мъжка роля | Най-добра женска роля |
| - Алек Гинес – Мостът на река Куай - Марлон Брандо – Сайонара - Антъни Куин – Див е вятърът - Антъни Франчоза – Една шапка дъжд - Чарлз Лотън – Свидетел на обвинението | - Джоан Удуърд – Трите лица на Ив - Дебора Кар – Небесата знаят, господин Алисън - Лана Търнър – Пейтън плейс - Ана Маняни – Див е вятърът - Елизабет Тейлър – Окръг Рейнтри                                                           |
| Най-добра поддържаща мъжка роля | Най-добра поддържаща женска роля |
| - Ред Батънс – Сайонара - Сесю Хаякава – Мостът на река Куай - Ръс Тамблин – Пейтън плейс - Виторио Де Сика – Сбогом на оръжията - Артър Кенеди – Пейтън плейс | - Мийоши Умеки – Сайонара - Хоуп Ланг – Пейтън плейс - Каролин Джоунс – Ергенско парти - Даян Варси – Пейтън плейс - Елза Ланчестър – Свидетел на обвинението                                                                          |
| Най-добър оригинален сценарий | Най-добър адаптиран сценарий |
| - Да проектираш жена – Джордж Уелс - Мамините синчета – Федерико Фелини, Тулио Пинели и Еньо Фалиано - Смешно лице – Леонард Герш - Мъжът с хиляда лица – Ралф Уелрайт, Р. Райт Кембъл, Иван Гоф и Бен Робъртс - Тенекиената звезда – Бърни Слейтър, Джоуел Кейн и Дъдли Никълс | - Мостът на река Куай – Майкъл Уилсън, Карл Форман и Пиер Бул - Дванадесет разгневени мъже – Реджиналд Роуз - Пейтън плейс – Джон Майкъл Хейъс - Сайонара – Пол Озбърн - Небесата знаят, господин Алисън – Джон Лий Мейн и Джон Хюстън |
| Най-добър чуждоезичен филм | |
| - Нощите на Кабирия (Италия) - Майка Индия (Индия) - Дяволът напада през нощта (Германия) - Девет живота (Норвегия) - Покрайнините на Париж (Франция) | |

## Филми с множество номинации и награди
| Долуизброените филми получават повече от 2 номинации в различните категории за настоящата церемония: - 10 номинации: Сайонара - 9 номинации: Пейтън плейс - 8 номинации: Мостът на река Куай - 6 номинации: Свидетел на обвинението - 4 номинации: Афера за запомняне, Смешно лице, Приятелят Джоуи, Raintree County - 3 номинации: Дванадесет разгневени мъже, Les Girls, Див е вятърът | Долуизброените филми получават повече от 1 награда „Оскар“ на настоящата церемония:. - 7 статуетки: „Мостът на река Куай“ - 4 статуетки: „Сайонара“ |